# Yucca reverchonii
Yucca reverchonii är en sparrisväxtart som beskrevs av William Trelease. Yucca reverchonii ingår i släktet palmliljor, och familjen sparrisväxter. Inga underarter finns listade i Catalogue of Life.

## Bildgalleri

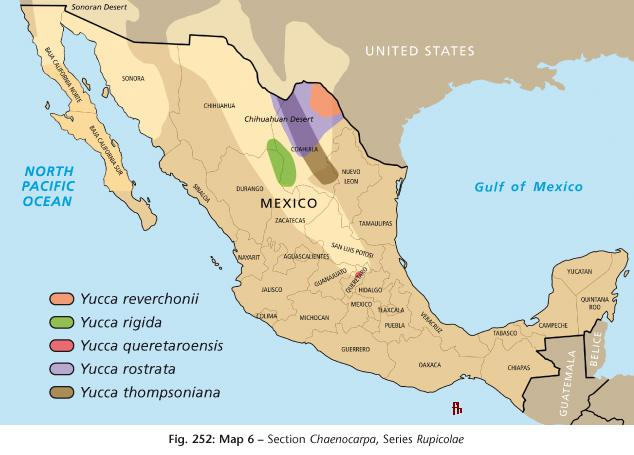